# Martin megye (Indiana)
Martin megye az Amerikai Egyesült Államokban, azon belül Indiana államban található. Megyeszékhelye Shoals, legnagyobb városa Loogootee. Lakosainak száma 9812 fő (2020. április 1.). Martin megye Greene, Lawrence, Orange, Dubois és Daviess megyékkel határos.

## Népesség
A megye népességének változása:
| Lakosok száma | 10 330 | 10 296 | 10 261 | 10 160 | 10 226 | 9812 |
|               | 2010   | 2011   | 2012   | 2013   | 2015   | 2020 |